# Bente Nordby
Bente Dalum Nordby (Gjøvik, 23 luglio 1974) è un'ex calciatrice norvegese, di ruolo portiere.
Nella sua ultradecennale carriera, dopo aver esordito nel campionato nazionale, si è trasferita all'estero, negli Stati Uniti d'America, giocando nella Women's United Soccer Association, per poi ritornare in patria. Dopo aver vinto un titolo nazionale e una Coppa di Norvegia, si trasferisce nuovamente all'estero giocando nei campionati svedese e francese concludendola nell'Olympique Lione. Ha inoltre giocato con la nazionale femminile norvegese collezionando 172 presenze tra il 1991 e il 2007.

## Carriera
Nordby è la seconda giocatrice con più presenze in assoluto per la Norvegia, con 172 presenze in nazionale, superata solo da Hege Riise con 188. Ha partecipato ai primi cinque campionati mondiali mondo FIFA, un risultato ottenuto solo dalla giocatrice statunitense Kristine Lilly. Nordby è anche il secondo portiere donna di tutti i tempi con più presenze internazionali.
Il 24 gennaio 2008 ha annunciato il suo ritiro dalla nazionale.

### Club
Nata a Gjøvik, Bente Nordby ha iniziato la sua carriera di club con i Raufoss/Vind. È poi passata alla squadra SK Sprint-Jeløy nella prima serie della Norvegia in cui ha giocato fino alla fine della stagione 1995. In vista della stagione 1996, è passata dal club di Sprint-Jeløy all'Athene Moss, dove ha giocato fino al 2000.
In coppia con la collega norvegese Hege Riise, è stata la prima giocatrice straniera selezionata il 30 ottobre 2000 per il WUSA Allocation Project, dove è stata scelta dalla squadra Carolina Courage. Ha giocato la prima parte della stagione 2001 per il Carolina Courage, ma è stata successivamente ceduta ai San Diego Spirit. Nel luglio 2001 il San Diego Spirit ha rilasciato Nordby a causa del tetto salariale imposto dalla lega. In totale, ha giocato 14 partite in una stagione di 21 partite per i due club.
Dopo il ritorno in Norvegia nel 2002, si è unita al Kolbotn, dove ha vinto il campionato norvegese nello stesso anno. Ha continuato a giocare con il Kolbotn fino alla fine della stagione 2004, per poi firmato con l'Asker nel dicembre 2004. Nel 2005 durante la sua permanenza con l'Asker, ha vinto la Coppa di Norvegia.
All'inizio del 2006, Nordby ha firmato un contratto di 2 anni con il Djurgården/Älvsjö nella Damallsvenskan svedese. Nel 2007, ha vinto il premio Portiere Damallsvenskan dell'anno. Il 27 novembre 2007 è stato annunciato che Nordby avrebbe firmato un contratto di 18 mesi con l'Olympique Lione come riserva del loro portiere titolare, Véronique Pons, che era fuori per un infortunio a lungo termine.
Nel giugno 2009 l'allenatore norvegese della nazionale, Bjarne Berntsen ha annunciato che Bente Nordby aveva lasciato l'Olympique Lione e non sarebbe stata tra i convocati della Norvegia per il campionato europeo 2009. Dopo il ritiro si è unita al LSK Kvinner come preparatore dei portieri.

### Nazionale
Bente Nordby ha fatto il suo debutto con la nazionale norvegese il 30 agosto 1991 a New Britain, Connecticut, nella partita vinta per 1-0 contro gli Stati Uniti. Nel 1991 Nordby era la riserva norvegese per i mondiali femminili tenutisi in Cina, in cui la Norvegia ha vinto la medaglia d'argento. È stata anche parte della squadra norvegese che ha vinto nel 1993 il campionato europeo, così come l'Algarve Cup nel 1994.
Bente Nordby è diventata portiere titolare della Norvegia nel 1995, in sostituzione di Reidun Seth. Nel campionato mondiale 1995, ha subito un solo gol in sei partite, contribuendo alla vittoria finale della Norvegia, vittoriosa per 2-0 sulla Germania. Nel 1996 ha vinto una medaglia di bronzo alle Olimpiadi estive di Atlanta. È stata anche portiere titolare della Norvegia che ha vinto l'Algarve Cup nel 1996, nel 1997 e nel 1998. Nel campionato mondiale 1999 la Norvegia si è posizionata al quarto posto, dopo aver perso in semifinale per 5-0 contro la Cina, e poi perdendo dopo i tiri di rigore contro il Brasile nella partita per la medaglia di bronzo. Ha vinto l'oro olimpico con la squadra nazionale il 28 settembre 2000 alle Olimpiadi estive di Sydney.
Bente Nordby ha inizialmente annunciato il suo ritiro dal calcio internazionale alla fine del 2002. Tuttavia, il suo ritiro è stato di breve durata e ha deciso di mettersi a disposizione della squadra nazionale, ancora una volta, nella primavera del 2003. In seguito è stata chiamata come titolare della nazionale per la Coppa del mondo femminile del 2003. Nonostante la sconfitta per 1-0 contro gli Stati Uniti nei quarti di finale, Nordby ha vinto il Player of the Match Award, dopo aver fermato un calcio di rigore tirato da Mia Hamm. La Norvegia concluse il torneo al settimo assoluto, non riuscendosi a qualificare per le Olimpiadi di Atene del 2004.
È stata inserita nella squadra femminile FIFA World Stars nel mese di aprile 2007, non solo come portiere titolare, ma anche come co-capitano con la giocatrice statunitense Kristine Lilly La partita è stata un'esibizione per aprire il sorteggio per la Coppa del mondo femminile del 2007 in Cina, al termine della quale la Norvegia si è piazzata al quarto posto finale, perdendo contro gli Stati Uniti. Dopo il torneo, Nordby è stata inserita nella squadra FIFA All Star.
Ha ricevuto il premio come giocatrice dell'anno del Mondo femminile FIFA of the Year nel 2001, 2004, 2005 e nel 2007.
La partita finale che Nordby ha disputato con la nazionale femminile norvegese è stata il 27 ottobre 2007 a Stavanger. In quella partita, la Norvegia ha sconfitto la Russia per 3-0, partita valida per le qualificazioni al campionato europeo femminile di calcio 2009. Ha ufficialmente annunciato il suo ritiro dalla nazionale nel gennaio 2008.

## Vita privata
Nordby si è apertamente dichiarata lesbica, facendo il coming out in un articolo su Se og Hør del 2005; risiede a Lillestrøm con la sua partner, Dorte Dalum Jensen, una compagna di squadra danese all'Olympique Lione.
La sua città natale è Raufoss (Norvegia) e ha un fratello e la sorella minore.

## Palmarès

### Club
- Campionato francese femminile di calcio: 2

Olympique Lione: 2007-2008, 2008-2009
- Toppserien: 1

Kolbotn: 2002
- NM i fotball for kvinner: 1

Asker: 2005

### Nazionale
- Oro olimpico: 1

Sydney 2000
- Campionato mondiale femminile di calcio: 1

Svezia 1995

### Individuale
- Portiere dell'anno in Svezia: 1

2007